# 28-й егерский полк
28-й егерский полк.

## Места дислокации
В 1820 году — Клин Московской губернии. Второй батальон находился на поселении в Новгородской губернии. Полк входил в состав 14-й пехотной дивизии. 

## Формирование полка
Сформирован 24 июля 1806 года. По упразднении егерских полков 28 января 1833 года все три батальона были присоединены к Тарутинскому пехотному полку. Старшинство полка сохранено не было.

## Кампании полка
Оба действующих батальона состояли в 18-й пехотной дивизии корпуса С. М. Каменского 3-й обсервационной армии, с началом Отечественной войны 1812 года эта дивизия была назначена на усиление 2-го корпуса Дунайской армии; гренадерская рота 2-го батальона была в составе 1-го сводно-гренадерского батальона своей дивизии и находилась в корпусном резерве; эти батальоны приняли участие во многих делах Отечественной войны и Заграничных походов. Запасной батальон поступил в 36-ю пехотную дивизию корпуса Остен-Сакена 3-й обсервационной армии.

## Знаки отличия полка
Из знаков отличия 28-й егерский полк имел две серебряные Георгиевские трубы с надписью «За оказанное отличие в сражениях бывших под Городечном, Кенигсвартом, Бауценом и Бриенном», пожалованные 5 января 1815 года; 25 апреля того же года трубы были пожалованы вторично, ввиду чего надпись была изменена: «За сражения под Городечном, в Силезии, под Бриенн-Ле-Шато и при селении Ла-Ротьер». Эти трубы были сохранены в Тарутинском полку.

## Шефы полка
- 24.08.1806—13.01.1808 — полковник Нестеров, Пётр Александрович
- 27.01.1808—01.09.1814 — полковник (с 03.08.1810 генерал-майор) Корнилов, Пётр Яковлевич (1-й)

## Командиры полка
- 25.09.1807—27.01.1808 — полковник Корнилов, Пётр Яковлевич (1-й)
- 12.05.1808—20.07.1813 — подполковник Тандельфельд, Фёдор Самсонович
- 10.02.1816—26.12.1821 — полковник Кальм, Фёдор Григорьевич
- 01.02.1822—? — подполковник (с 26.11.1823 полковник) Аристов, Савелий Андреевич (1-й)